# Krymka de Bialystok
Le Krymka de Bialystok est une race de pigeon domestique originaire de Pologne. C'est une race appartenant au groupe des pigeons de vol.

## Origine
Le Krymka de Bialystok est une race assez récente, créée au milieu du XXe siècle, dans la région de Bialystok, ville du nord-est du pays,. Son nom Krymka signifie « calotte », en raison du haut de sa tête colorée.

## Description
C'est un pigeon de taille moyenne. Sa tête est ronde avec un bec assez court, un front haut et une coquille avec rosette à l’arrière. Le cou s'amincit vers le haut ; sa poitrine est large et arrondie. Ses pattes sont emplumées. Son plumage est presque entièrement blanc, seules la queue et le dessus de la tête, la calotte, sont colorées. Cinq couleurs sont disponibles : noir, dun, rouge, jaune et bleu,.

## Élevage
Le Krymka de Bialystok est un oiseau sociable, calme et doux. Classé comme « pigeon de vol », il a une bonne endurance et un bon sens de l'orientation. Il est élevé pour les concours et expositions mais aussi en tant que pigeon voyageur,.

## Standard
Le standard de la race est géré par la Pologne (PL/0935). Les oiseaux sont bagués avec une bague de 10 mm.